# 2012年ロンドンオリンピックの香港選手団
2012年ロンドンオリンピックの香港選手団（2012ねんロンドンオリンピックのホンコンせんしゅだん）は、2012年7月27日から8月12日にかけてイギリスの首都ロンドンで開催された2012年ロンドンオリンピックの香港選手団、およびその競技結果。

## 概要
今大会は銅メダル1個を獲得した。
自転車女子ケイリンで李慧詩が銅メダルを獲得した。香港勢のメダル獲得は、1996年アトランタオリンピックのセーリング競技女子ミストラル級で金メダルを獲得した李麗珊、2004年アテネオリンピックの卓球競技男子ダブルスで銀メダルを獲得した高礼沢・李静組以来3個目。

## メダル
| メダル | 選手名 | 競技   | 種目         |
| ------ | ------ | ------ | ------------ |
| 銅     | 李慧詩 | 自転車 | 女子ケイリン |